# Raion de Hîncești
Le raion de Hîncești est un raïon de la république de Moldavie, dont le chef-lieu est Hîncești. En 2014, sa population était de 103 784 habitants.

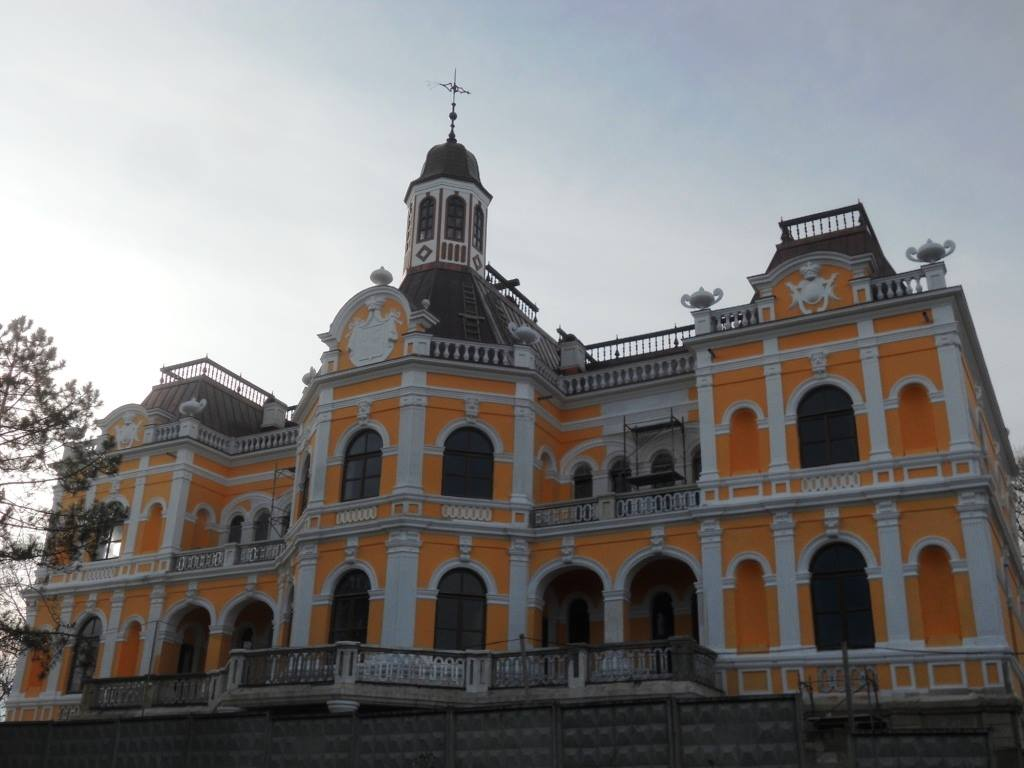
Manoir de Manuc Bey

## Démographie
| Groupe ethnique      | %    |
| -------------------- | ---- |
| Moldaves et Roumains | 94,2 |
| Ukrainiens           | 4,1  |
| Russes               | 1,1  |
| Roms                 | 0,3  |
| Bulgares             | 0,2  |
| Autres               | 0,2  |
| Gagaouzes            | 0,1  |

## Économie
31 518 entreprises sont implantées dans le raïon.

## Religions
- 98,6 % de la population du raïon est chrétienne, dont une grande partie sont orthodoxes.
- 1,4 % de la population est athée ou sans religion.